# 尚布赖莱图尔
尚布赖莱图尔（法語：Chambray-lès-Tours，法語發音：[ʃɑ̃bʁɛ lɛ tuʁ] ⓘ），法国中西部城市，中央-卢瓦尔河谷大区安德尔-卢瓦尔省的一个市镇，隶属于图尔区，其市镇面积为19.4平方公里，2022年1月1日时人口数量为11,877人，在法国城市中排名第825位。
尚布赖莱图尔位于安德尔-卢瓦尔省中部，省会图尔市区正南方向，A10高速公路经过境内并设有出入口。尚布赖莱图尔是图尔市区南部重要的近郊卫星城，是图尔-卢瓦尔河谷都会区的组成部分，境内建有大型商业中心、生态街区和物流园，图尔大学区域中心医院特鲁索病区、“我的小马德莱娜”商业中心等位于尚布赖莱图尔境内。法国籍阿尔及利亚足球运动员亚当·欧纳斯出生于尚布赖莱图尔。

## 地名来源
“尚布赖”（Chambray）一名最初于公元1245年以拉丁语“Chamberium”的形式被记载，该名称出自人名“Cambarius”，后者可能为当地历史上的首位领主；“莱图尔”（lès-Tours，意为“在图尔附近”）这一后缀自1920年成为当地官方名称的一部分。

## 历史

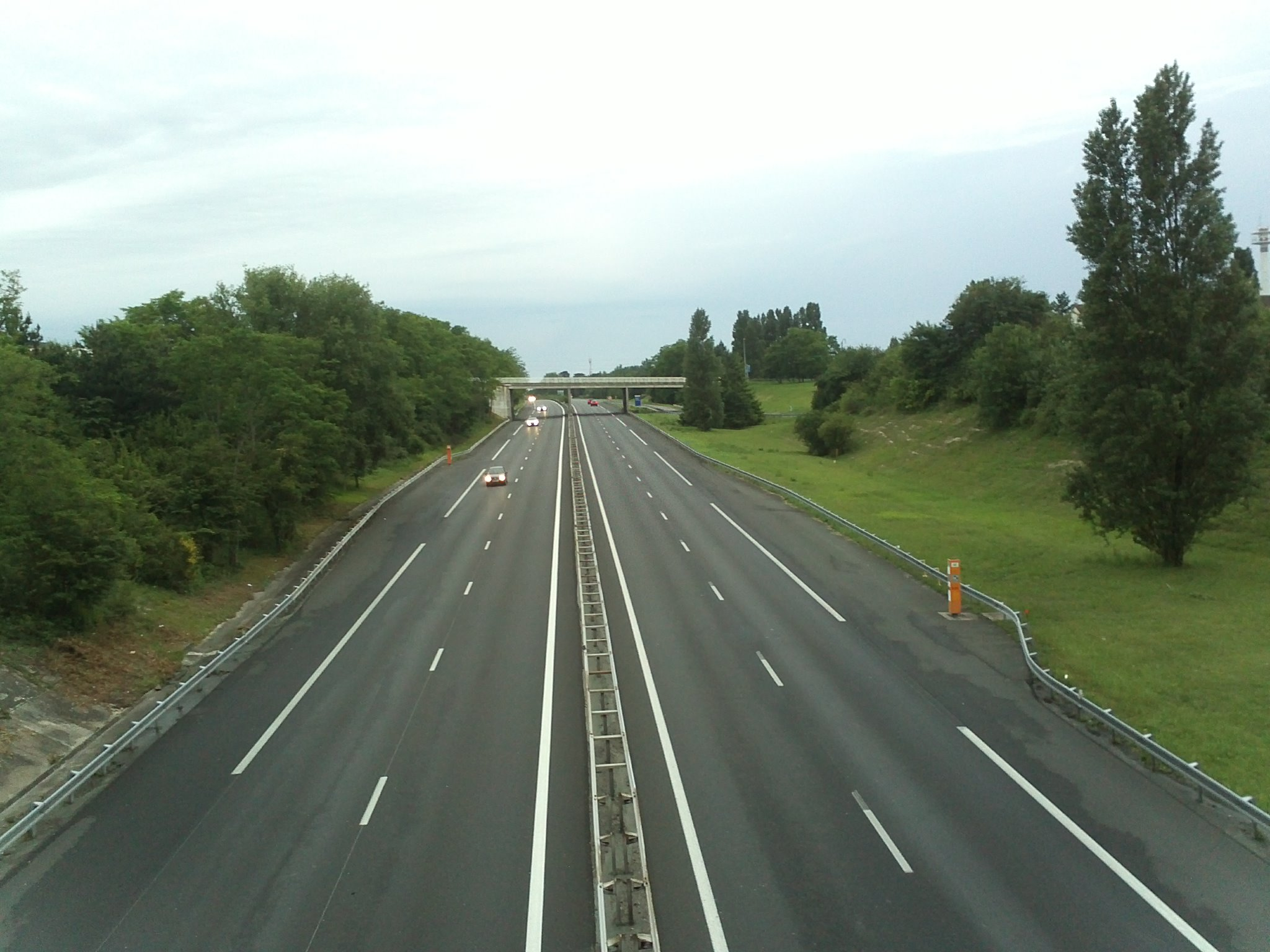
改造前的A10高速公路尚布赖莱图尔段

根据当地官方网站的论述，尚布赖在古典时期即已出现人类活动，彼时，一条罗马道路从圣洛朗树林（Bois de Saint-Laurent）内穿过。中世纪时，尚布赖长期为图尔附近的一处普通农业村落，隶属于蒙巴宗领主。当地曾一度出现葡萄酒种植园。法国大革命后，尚布赖成为安德尔-卢瓦尔省的一个市镇。直至20世纪50年代，尚布赖莱图尔的人口数量不足两千，其市镇范围内大部分土地尚未被开发。黄金三十年期间，得益于图尔的城市扩张，尚布赖莱图尔得到城市化发展，其境内出现了多处新兴居民区。图尔大学区域中心医院的主病区特鲁索医院（CHU Trousseau）在尚布赖莱图尔建成。2016年4月，尚布赖莱图尔境内的“我的小马德莱娜”（Ma petite Madeleine）商业中心建成运营。2018年，A10高速公路尚布赖莱图尔段完成加宽改造。与此同时，随着南部-大西洋欧洲高速铁路的建成，横跨尚布赖莱图尔的铁路联络线得以拆除。2019年初，尚布赖莱图尔境内的吉尼亚尔迪耶尔（Guignardière）生态街区建成，首批居民得以入住。

## 地理

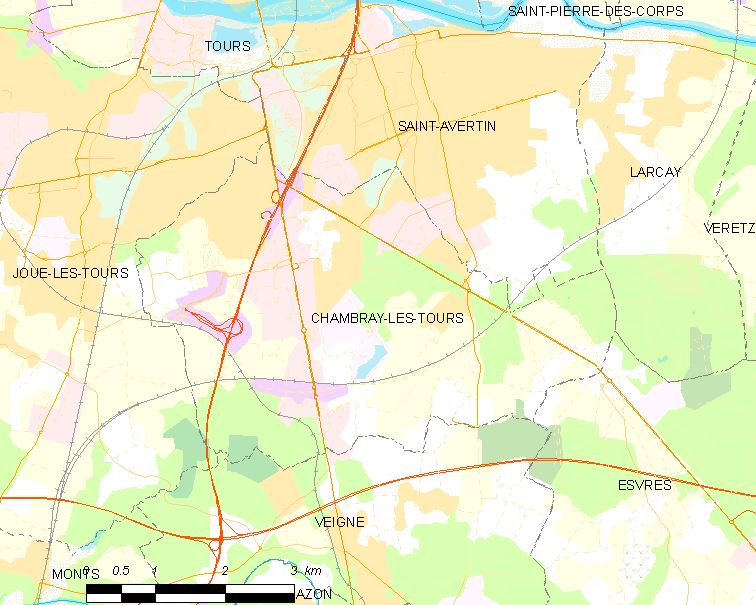
尚布赖莱图尔市镇范围地图

尚布赖莱图尔位于法国中西部，中央-卢瓦尔河谷大区西部和安德尔-卢瓦尔省中部，距离省会图尔大约6公里。与尚布赖莱图尔接壤的市镇包括：图尔、圣阿韦坦、茹埃莱图尔、圣阿韦坦、拉尔赛、埃夫尔和韦涅。

### 地形
尚布赖莱图尔位于巴黎盆地西南部边缘，境内以平原为主，市镇中心地势较为平坦，西部和南部部分区域略有起伏，全境海拔在64到96米之间。

### 水文
尚布赖莱图尔位于卢瓦尔河流域内。圣洛朗溪（ruisseau Saint-Laurent）自东向西南流经境内，该河部分河段被人工开辟为湖泊，附近开辟有休闲公园。

### 植被
尚布赖莱图尔属于温带阔叶混交林区，市区东部的大片天然森林以“尚布赖”命名。
在鲜花城市的评比中，尚布赖莱图尔被评为3星级鲜花城市。

### 气候
尚布赖莱图尔在柯本气候分类法中属于温带海洋性气候。
距离尚布赖莱图尔最近的常年气象站位于茹埃莱图尔境内，以下为该气象站的数据（其中日照数据取自图尔机场）：
| 茹埃莱图尔 1981年－2019年 | 茹埃莱图尔 1981年－2019年 | 茹埃莱图尔 1981年－2019年 | 茹埃莱图尔 1981年－2019年 | 茹埃莱图尔 1981年－2019年 | 茹埃莱图尔 1981年－2019年 | 茹埃莱图尔 1981年－2019年 | 茹埃莱图尔 1981年－2019年 | 茹埃莱图尔 1981年－2019年 | 茹埃莱图尔 1981年－2019年 | 茹埃莱图尔 1981年－2019年 | 茹埃莱图尔 1981年－2019年 | 茹埃莱图尔 1981年－2019年 | 茹埃莱图尔 1981年－2019年 |
| 月份                      | 1月                       | 2月                       | 3月                       | 4月                       | 5月                       | 6月                       | 7月                       | 8月                       | 9月                       | 10月                      | 11月                      | 12月                      | 全年                      |
| ------------------------- | ------------------------- | ------------------------- | ------------------------- | ------------------------- | ------------------------- | ------------------------- | ------------------------- | ------------------------- | ------------------------- | ------------------------- | ------------------------- | ------------------------- | ------------------------- |
| 历史最高温 °C（°F）       | 16.4 (61.5)               | 20.9 (69.6)               | 24.4 (75.9)               | 29.9 (85.8)               | 33.1 (91.6)               | 37.9 (100.2)              | 38 (100)                  | 39.8 (103.6)              | 34.4 (93.9)               | 29.2 (84.6)               | 22.6 (72.7)               | 18.8 (65.8)               | 39.8 (103.6)              |
| 平均高温 °C（°F）         | 7.9 (46.2)                | 9.7 (49.5)                | 13.1 (55.6)               | 16.3 (61.3)               | 20.2 (68.4)               | 24 (75)                   | 25.8 (78.4)               | 26 (79)                   | 22 (72)                   | 17.5 (63.5)               | 11.2 (52.2)               | 7.5 (45.5)                | 16.8 (62.2)               |
| 日均气温 °C（°F）         | 5.1 (41.2)                | 6.3 (43.3)                | 8.8 (47.8)                | 11.5 (52.7)               | 15.2 (59.4)               | 18.7 (65.7)               | 20.3 (68.5)               | 20.4 (68.7)               | 16.8 (62.2)               | 13.4 (56.1)               | 8.1 (46.6)                | 5 (41)                    | 12.5 (54.5)               |
| 平均低温 °C（°F）         | 2.3 (36.1)                | 2.9 (37.2)                | 4.4 (39.9)                | 6.6 (43.9)                | 10.2 (50.4)               | 13.4 (56.1)               | 14.9 (58.8)               | 14.9 (58.8)               | 11.6 (52.9)               | 9.4 (48.9)                | 5.1 (41.2)                | 2.4 (36.3)                | 8.2 (46.8)                |
| 历史最低温 °C（°F）       | −11.5 (11.3)              | −11.1 (12.0)              | −10.1 (13.8)              | −1.5 (29.3)               | 0.6 (33.1)                | 5 (41)                    | 6.5 (43.7)                | 7.3 (45.1)                | 4.2 (39.6)                | −2 (28)                   | −7.6 (18.3)               | −10.2 (13.6)              | −11.5 (11.3)              |
| 平均降水量 mm（）         | 68.2 (2.69)               | 50.9 (2.00)               | 52 (2.0)                  | 50.7 (2.00)               | 53.6 (2.11)               | 40.3 (1.59)               | 52.4 (2.06)               | 42.8 (1.69)               | 52 (2.0)                  | 60 (2.4)                  | 70.2 (2.76)               | 72.8 (2.87)               | 665.9 (26.22)             |
| 月均日照時數              | 69.9                      | 90.3                      | 144.2                     | 178.5                     | 205.6                     | 228                       | 239.4                     | 236.4                     | 184.7                     | 120.6                     | 76.7                      | 59.2                      | 1,833.5                   |
| 来源：infocliamt.fr       |                           |                           |                           |                           |                           |                           |                           |                           |                           |                           |                           |                           |                           |

## 行政
尚布赖莱图尔的市镇编号为37050，邮政编号为37170。
在行政管理方面，尚布赖莱图尔隶属于法国中央-卢瓦尔河谷大区安德尔-卢瓦尔省图尔区；在地方选举方面，尚布赖莱图尔的市镇范围全境被划入卢瓦尔河畔蒙卢伊县和安德尔-卢瓦尔省第三选区；在社会管理方面，尚布赖莱图尔是图尔-卢瓦尔河谷都会区的组成部分。
尚布赖莱图尔市镇被划为四个街区，实行街区自治制度。
法国国家统计与经济研究所（简称）在进行数据统计时，将尚布赖莱图尔及相邻的另外37个市镇设为图尔城市核心区，并将包括核心区在内的周边共79个市镇划为图尔城市区。自2020年起，图尔城市区被包含162个市镇的图尔城市辐射区代替。此外，还将尚布赖莱图尔市镇分为了4个“块区”（IRIS），以便于统计人口分布情况。

## 交通

### 公路
法国国家A10号高速公路经过尚布赖莱图尔境内并设有两个出入口。安德尔-卢瓦尔省省道D37线（图尔环城公路）、省道D910线（图尔－沙泰勒罗，原法国国道N10线）和省道D943线（图尔－沙托鲁）在尚布赖莱图尔交汇。中央-卢瓦尔河谷大区下属的城际客运提供巴士线路，可前往洛什、沙托鲁、图赖讷地区圣莫尔等地。
| 尚布赖 | 1.5 |

| 10 | 8 |

| 图尔 | 8 |

| 茹埃莱图尔 | 6 |

| 沙托鲁 | 107 |

| 洛什 | 34 |

| 图赖讷地区圣莫尔 | 28 |

| 圣皮埃尔代科尔 | 7 |

2018年，80%的尚布赖莱图尔家庭拥有至少一辆私人汽车。2019年，尚布赖莱图尔境内共发生各类交通事故9起，造成1人遇难，10人受伤。

### 铁路
南部-大西洋欧洲高速铁路和茹埃莱图尔－沙托鲁铁路分别经过尚布赖莱图尔市区东南部和西南部，两铁路均未在尚布赖莱图尔境内设站。距离尚布赖莱图尔最近的客运铁路车站为茹埃莱图尔站，该站位于茹埃莱图尔，距离尚布赖莱图尔市区大约4公里，停靠往返于图尔和希农一线的区域列车。

### 航空
距离尚布赖莱图尔最近的民用航空站为图尔卢瓦尔河谷机场，距离尚布赖莱图尔市中心的公路里程约12公里。

### 城市公共交通
尚布赖莱图尔是图尔城市公共交通（商业名称为）的服务范围，后者是图尔-卢瓦尔河谷都会区的城市公共交通系统。截至2022年8月，该系统共包括一条有轨电车线路和数十条公交线路，其中公交2路、3路、14路、30路经过尚布赖莱图尔市区。

## 政治

### 市政内阁

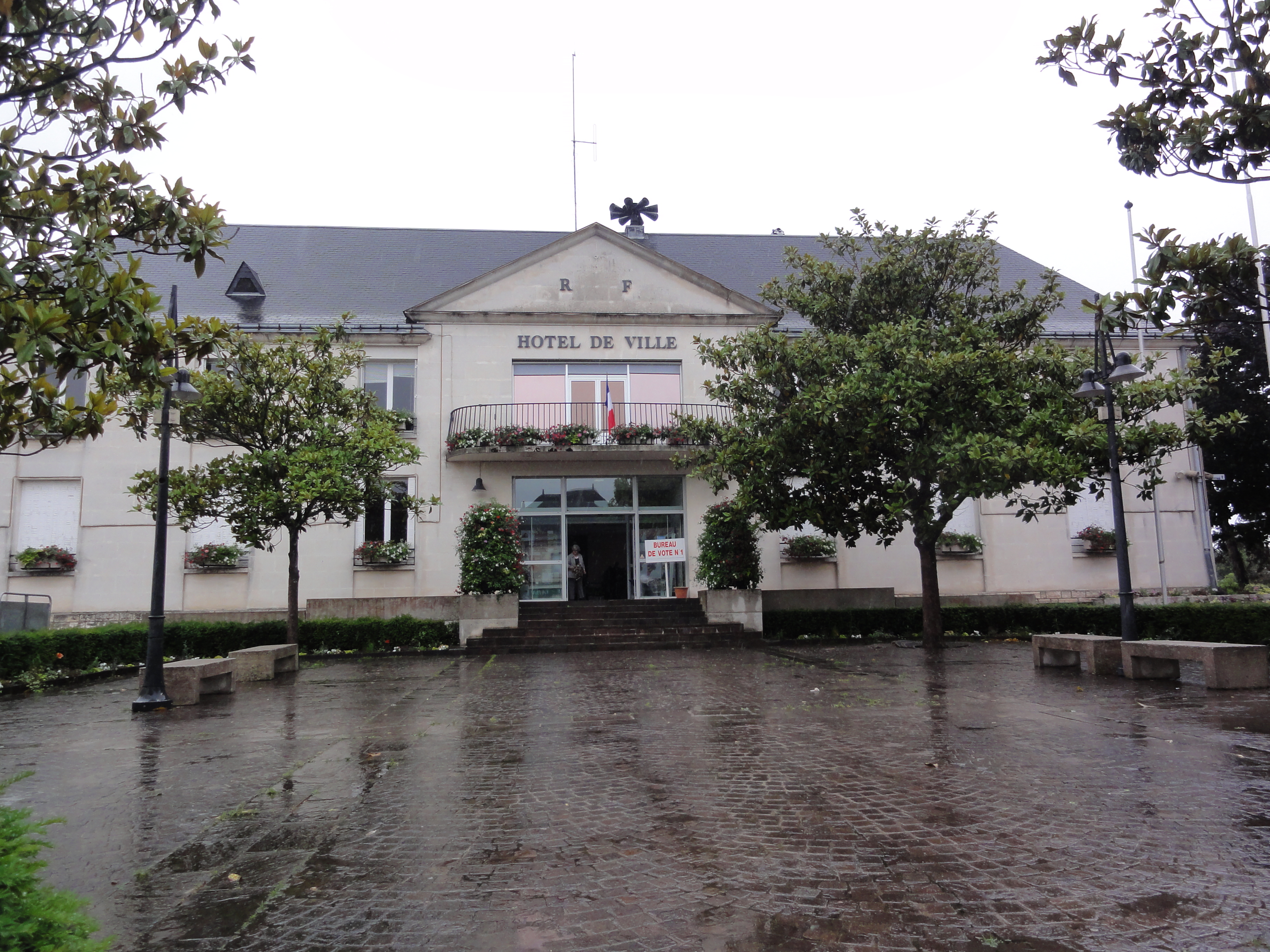
尚布赖莱图尔市政厅

尚布赖莱图尔的现任市长为克里斯蒂安·加塔尔先生（Christian GATARD），他是一名左翼无党派人士，在2020年的市政选举中获得了70.22%的支持率。
| 尚布赖莱图尔历届市长 | 尚布赖莱图尔历届市长               | 尚布赖莱图尔历届市长            |
| 任期                 | 市长                               | 党派                            |
| -------------------- | ---------------------------------- | ------------------------------- |
| ？－1977年           | Étienne COSSON 艾蒂安·科松         | DVD右翼无党派人士               |
| 1977年－1983年       | Michel DURAND 米歇尔·迪朗          | PS社会党                        |
| 1983年－2001年       | James BORDAS 雅姆·博尔达           | UDF法国民主联盟 →PR法国共和人党 |
| 2001年－             | Christian GATARD 克里斯蒂安·加塔尔 | PS社会党 →DVG左翼无党派人士     |

### 各级选举
| 尚布赖莱图尔历届投票选举结果 | 尚布赖莱图尔历届投票选举结果 | 尚布赖莱图尔历届投票选举结果 | 尚布赖莱图尔历届投票选举结果 | 尚布赖莱图尔历届投票选举结果     | 尚布赖莱图尔历届投票选举结果 | 尚布赖莱图尔历届投票选举结果 | 尚布赖莱图尔历届投票选举结果     | 尚布赖莱图尔历届投票选举结果 | 尚布赖莱图尔历届投票选举结果 |
| 选举项目                     | 选举范围                     | 选区单位                     | 选区单位内的选举结果         | 选区单位内的选举结果             | 选区单位内的选举结果         | 选区单位内的选举结果         | 选区单位内的选举结果             | 选区单位内的选举结果         | 参考资料                     |
| 选举项目                     | 选举范围                     | 选区单位                     | 第一轮胜出者                 | 第一轮胜出者                     | 支持率                       | 第二轮胜出者                 | 第二轮胜出者                     | 支持率                       | 参考资料                     |
| ---------------------------- | ---------------------------- | ---------------------------- | ---------------------------- | -------------------------------- | ---------------------------- | ---------------------------- | -------------------------------- | ---------------------------- | ---------------------------- |
| 2017年法國總統選舉           | 法國                         | 市镇                         |                              | 埃马纽埃尔·马克龙                | 28.54%                       |                              | 埃马纽埃尔·马克龙                | 75.38%                       | [ 26 ]                       |
| 2017年法国立法选举           | 安德尔-卢瓦尔省第三选区      | 市镇                         |                              | 玛丽索尔·图雷纳                  | 30.72%                       |                              | 索菲·奥科尼                      | 58.41%                       | [ 26 ]                       |
| 2019年欧洲议会选举           | 法國                         | 市镇                         |                              | 纳塔莉·卢瓦索                    | 28.24%                       | （不适用）                   | （不适用）                       | （不适用）                   | [ 28 ]                       |
| 2021年法国省级选举           | 安德尔-卢瓦尔省              | 县                           |                              | 阿涅丝·蒙马尔谢-瓦西那 洛朗·蒂厄 | 44.25%                       |                              | 阿涅丝·蒙马尔谢-瓦西那 洛朗·蒂厄 | 63.57%                       | [ 29 ]                       |
| 2021年法国省级选举           | 安德尔-卢瓦尔省              | 市镇                         |                              | 阿涅丝·蒙马尔谢-瓦西那 洛朗·蒂厄 | 42.86%                       |                              | 阿涅丝·蒙马尔谢-瓦西那 洛朗·蒂厄 | 60.71%                       | [ 29 ]                       |
| 2021年法国大区选举           |                              | 市镇                         |                              | 弗朗索瓦·博诺                    | 28.85%                       |                              | 弗朗索瓦·博诺                    | 45.83%                       | [ 30 ]                       |
| 2022年法国总统选举           | 法國                         | 市镇                         |                              | 埃马纽埃尔·马克龙                | 35.07%                       |                              | 埃马纽埃尔·马克龙                | 67.48%                       | [ 26 ]                       |
| 2022年法国立法选举           | 安德尔-卢瓦尔省第三选区      | 市镇                         |                              | 亨利·阿尔方达里                  | 33.51%                       |                              | 亨利·阿尔方达里                  | 60.78%                       | [ 26 ]                       |

## 人口
2019年，尚布赖莱图尔市镇人口数量为11,880，在法国排名第825位。其中男性5,457人，女性6,423人，75岁及以上人口占10%，外籍人口数量为633人，人口密度为612人/平方公里，当地居民被称为（男性）或（女性）。2020年，尚布赖莱图尔境内出生96人，死亡人口172人。
| 尚布赖莱图尔1901年－2020年人口变化情况 |
|                                        |
| 数据来源：Cassini、INSEE               |

## 经济

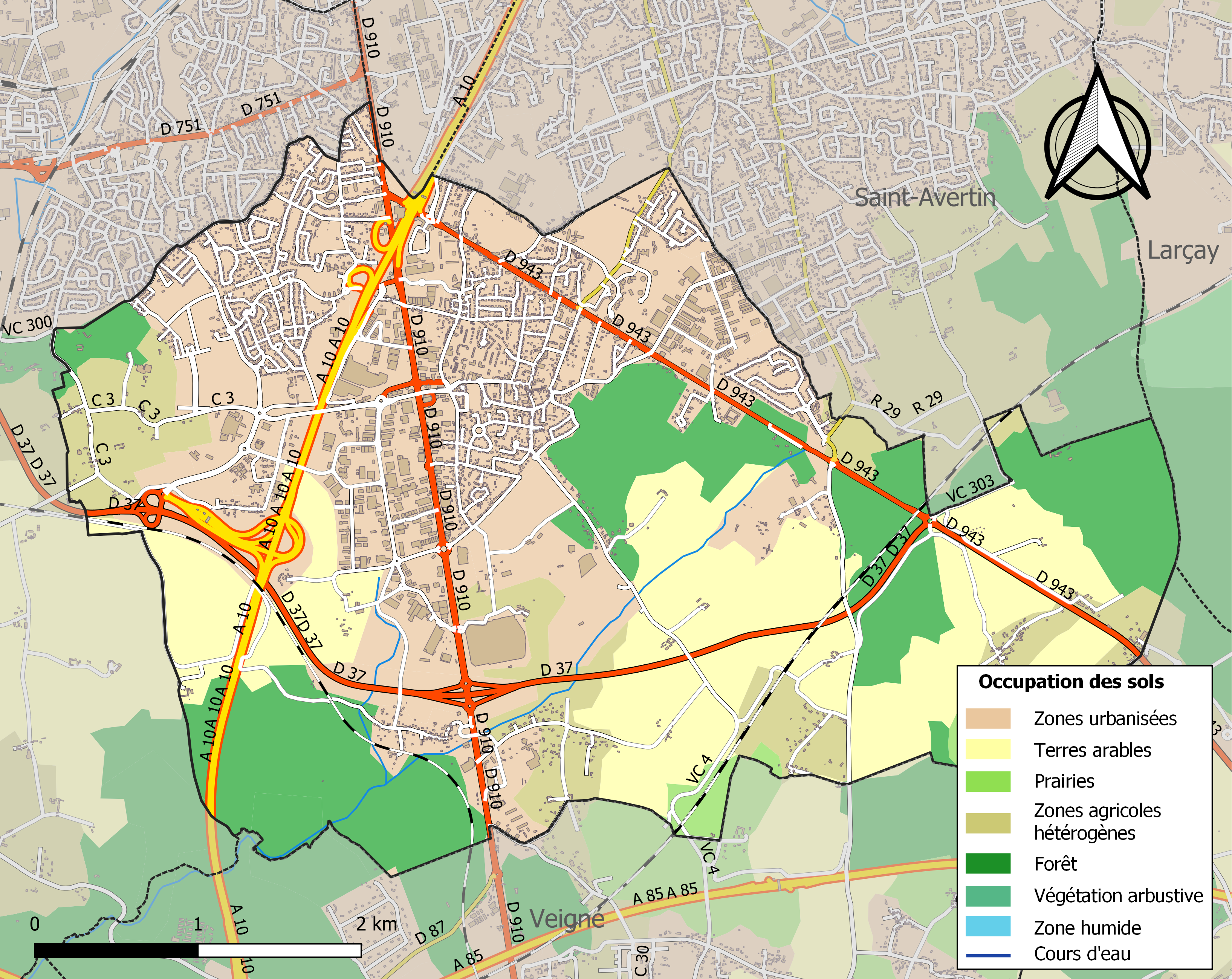
尚布赖莱图尔土地利用情况地图

尚布赖莱图尔是图尔的一个近郊卫星城，也是其都会区的重要组成部分。截止2022年8月，尚布赖莱图尔市镇范围内共有各类用人单位（包含自雇）2,176家，平均历史为14年，其中96.28%为中小型企业（PME），2022年6月至8月间，当地的经济活力指数为0.6%。（直升机服务）、（药品）及（制药）是当地2021年营业额最高的三个企业，分别为80,559,398欧元、32,768,764欧元和29,828,157欧元。

## 财政与居民收入
2020年，尚布赖莱图尔的财政收入总额为15,550,900欧元，财政支出总额为13,400,800欧元，当年的债务总额为6,863,000欧元。2021年，尚布赖莱图尔市镇共获得84,172欧元的国家财政补助，比上一年增加了4.72%。
2019年，尚布赖莱图尔的人均月收入总额为2,325欧元，其中高级职员为4,010欧元，低于法国平均水平（4,230欧元）；中级职员为2,372欧元，低于法国平均水平（2,411欧元）；普通职员为1,732欧元，亦低于法国平均水平（1,740欧元）。
2018年，尚布赖莱图尔境内的青壮年（15至64岁）失业率为15.2%，当地55.6%的家庭拥有纳税资格，平均纳税3,204欧元，低于法国平均水平（3,910欧元）。

## 社会事务

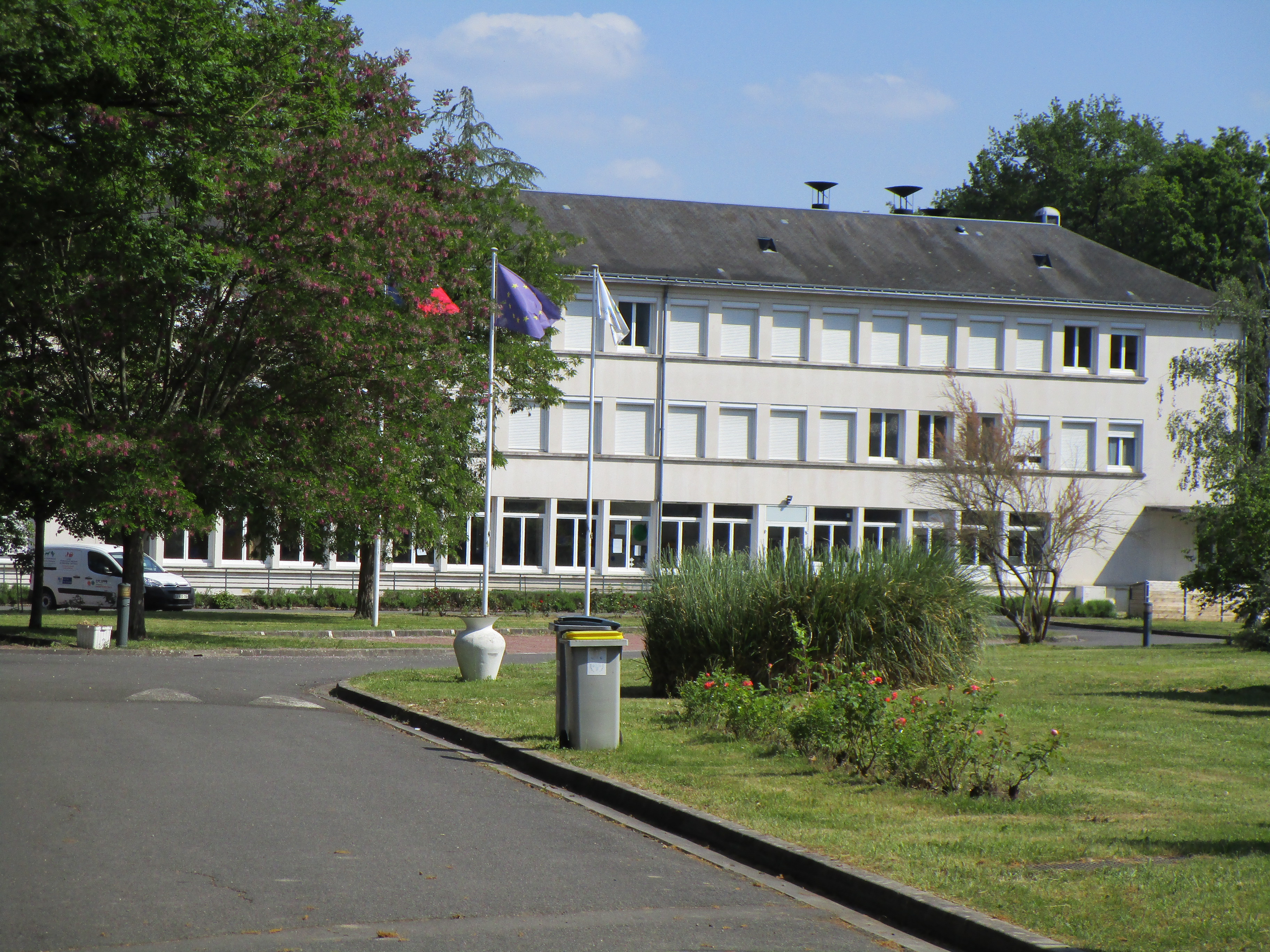
尚布赖莱图尔的一所高级中学

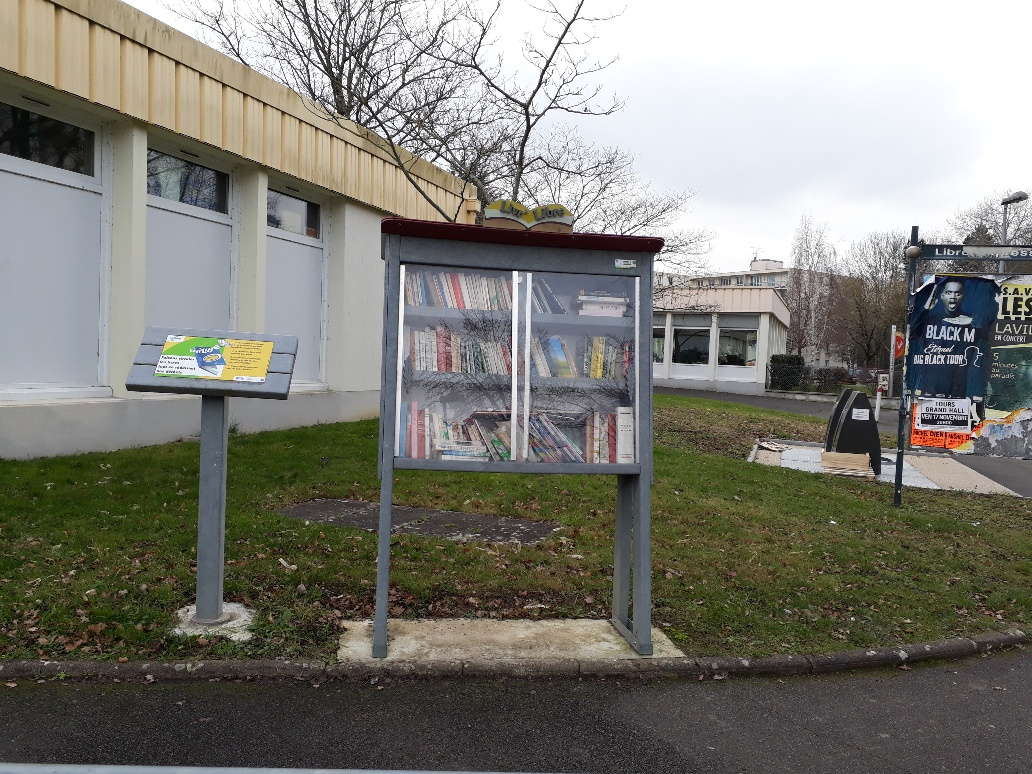
尚布赖莱图尔街头的图书收集箱

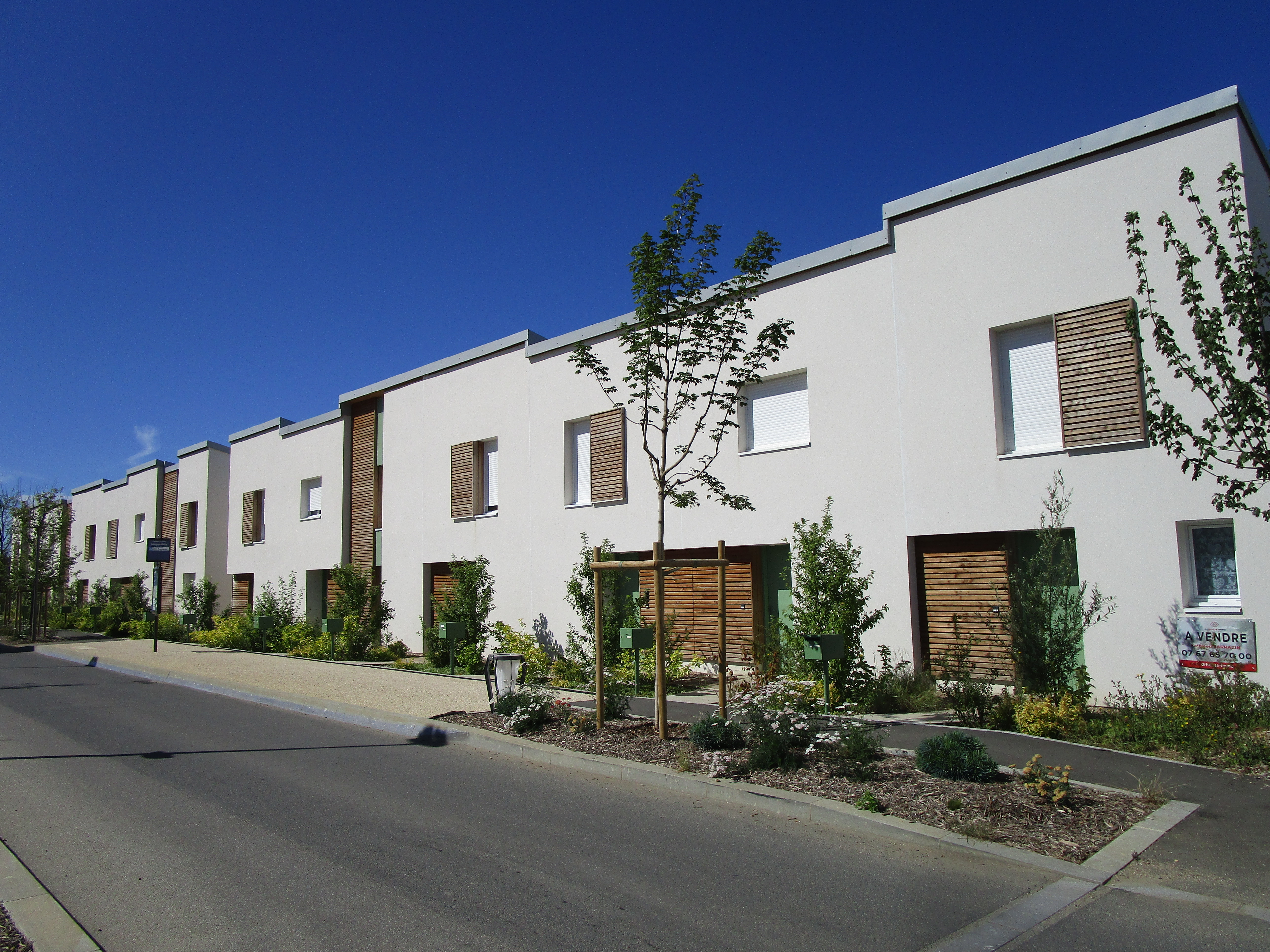
吉尼亚迪耶尔生态街区

### 教育
尚布赖莱图尔属于奥尔良-图尔学区。截止2020年1月1日，尚布赖莱图尔境内共有3所幼儿园、4所小学、1所初级中学、1所普通高中和1所农业高中。 2018至2019学年度，尚布赖莱图尔境内共有在校中等教育阶段学生208名。

### 医疗
截止2020年1月1日，尚布赖莱图尔境内共有全科医生19名、保健师24名、牙医10名、护士13名、眼科医生7名、皮肤科医生1名、助产士3名、儿科医生9名和妇科医生13名。境内共有药房4家、养老院4家、残疾人帮扶中心1家。
尚布赖莱图尔是图尔大学区域中心医院的服务范围，后者是法国的一个区域性医疗机构及大学教学医院，其下属的特鲁索医院（Hôpital Trousseau）位于尚布赖莱图尔市区东北部，设有床位567个，是当地规模最大的公立综合性医院。

### 住房
2018年，尚布赖莱图尔境内共有各类住房5,965套，其中52.6%为独立式居民区，47%为集中式居民区。常住房屋占尚布赖莱图尔市镇范围内居民建筑总量的92.5%。
在住房保障政策方面，2020年，尚布赖莱图尔境内共有1,486户家庭获得了住房经济补助，受益人数占总人口数量的12.7%，其中1,465份为房租补助。

### 商业
2019年，尚布赖莱图尔境内共有各类实体商铺425家，其中餐厅39家、大型超市14家、面包房12家、肉铺7家、书店4家、装饰品店7家、银行门店14家、美容美发店16家、汽车维修店33家。市区中部的“尚布赖二号”（Chambray 2）是一个大型开放式商业街区，有欧尚、Castorama、Conforama、Darty、BUT等大型购物商场；市区南部的“我的小玛德莱娜”是一个露天集中式商业街区，有Action、Intersport、H&M、Gémo等商铺。

### 体育
2020年，尚布赖莱图尔境内共有1家游泳池、2间体育馆、2座综合体育场、18处网球场、2处足球或橄榄球场以及3处篮球或排球场。
截至2022年8月，尚布赖足球俱乐部（Chambray Football Club，编号520240）是当地唯一的注册足球俱乐部。该队成立于2019年，其主队2022至2023赛季参加法国全国丙组联赛（法国第五级别），其主场为勒布勒伊球场（Stade du Breuil）。
尚布赖体育联盟（Union Sportive de Chambray）是当地的一个综合性体育团体，包含共20个体育项目的俱乐部。

### 环境
尚布赖莱图尔的环境事务由其所属的图尔-卢瓦尔河谷都会区联合各级政府协调负责。2019年，尚布赖莱图尔境内暂无污染企业。

### 治安
2019年，尚布赖莱图尔市镇范围内有1处宪兵队。
尚布赖莱图尔及其附近的共50个市镇是图尔国家宪兵队（zone gendarmerie de Tours）的管辖范围。2020年，该宪兵队累计记录各类案件3,357起，其中盗窃类案件1,810起，经济类案件700起，毒品交易类案件43起。

## 文化

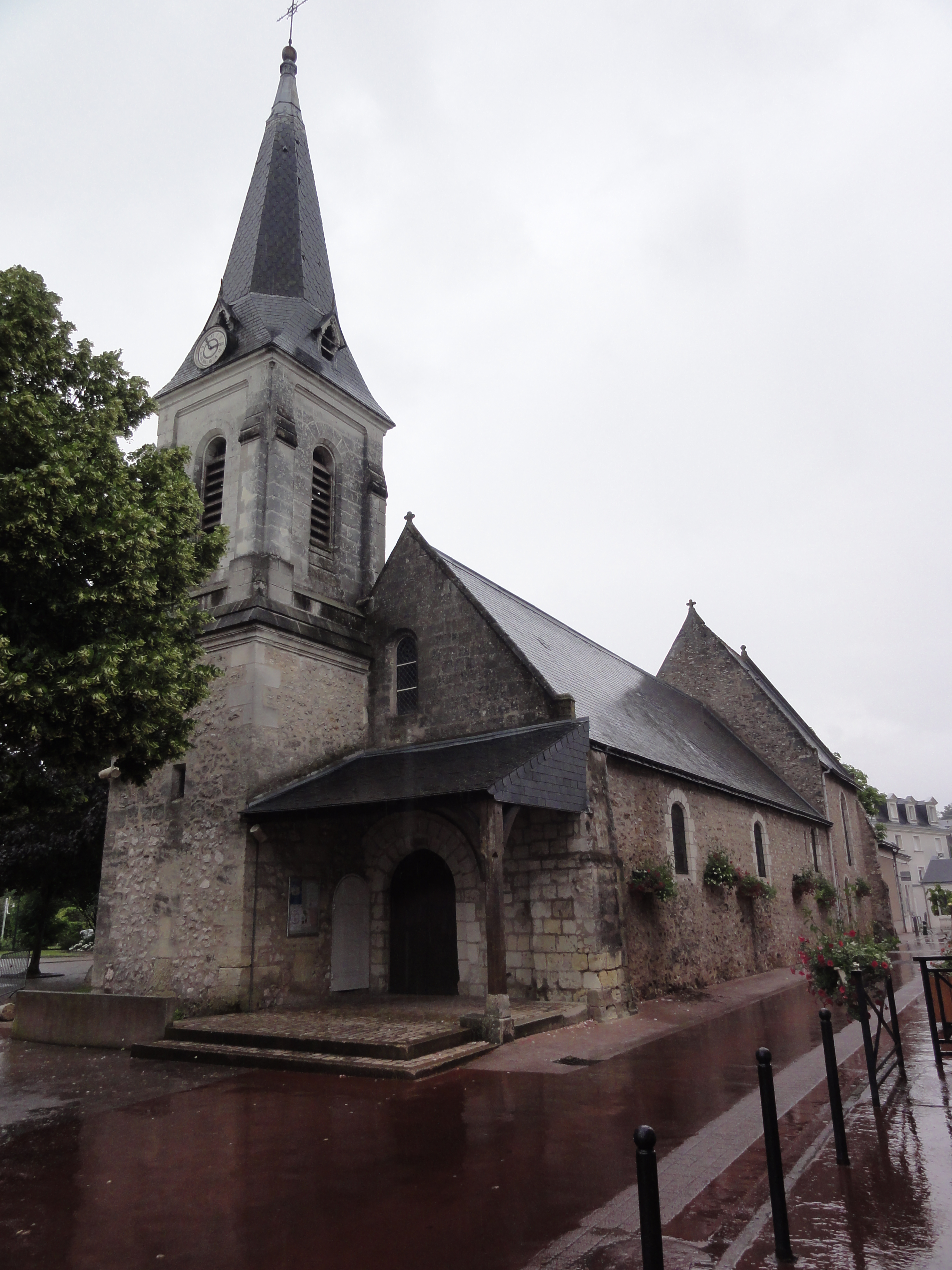
圣桑福里安教堂

2020年，尚布赖莱图尔境内有1家电影院。尚布赖莱图尔市政府提供多媒体中心，每周一至六向公众开放。

### 建筑
尚布赖莱图尔境内有多处历史建筑，其中位于镇中心的圣桑福里安教堂（Église Saint-Symphorien de Chambray-lès-Tours）是当地的地标性建筑物。“我的小玛德莱娜”商业中心由法尔斯堡集团（Compagnie de Phalsbourg）设计，其主体建筑外墙被木条覆盖，是当地的代表性现代建筑。

### 旅游
尚布赖莱图尔的旅游事务由其所属的图尔-卢瓦尔河谷都会区负责。2021年，尚布赖莱图尔境内共有11家酒店共计736间房间。

### 媒体
法国主要的媒体均可在尚布赖莱图尔接收，法国电视三台下属的中央-卢瓦尔河谷大区频道在部分时段播出尚布赖莱图尔所在安德尔-卢瓦尔省的地方新闻。图尔卢瓦尔河谷电视台、《中西部新共和国报》、蓝色法兰西图赖讷广播等是当地的主要地方性媒体。

## 相关人物
法国足球运动员米卡埃尔·西尔韦斯特、洛朗·博纳尔、雷纳尔德·勒迈特尔、尼古拉·德普雷维尔、法国籍阿尔及利亚足球运动员亚当·欧纳斯、法国籍多哥足球运动员托马·多瑟维和马蒂厄·多瑟维以及法国女歌手Zaz出生于尚布赖莱图尔。

## 友好城市
截至2022年8月，尚布赖莱图尔共与两座城市互为友好城市关系：
- 德国 巴特坎贝格
- 爱沙尼亚 沃鲁